# Silnice II/322
Silnice II/322 je silnice II. třídy v trase: Kolín (odpojení od silnice II/125) – Tři Dvory – Labuť – Veletov (okrajem) – Lžovice – Týnec nad Labem (krátké napojení na silnici II/327) – Kojice – Chvaletice (okrajem) – napojení na silnici I/2 – Lhota – Přelouč – Valy – Staré Čívice – Popkovice – Pardubice (odpojení od silnice I/2) – Pod Dubem – Zminný – Dašice – Komárov – Dolní Roveň – Horní Roveň – Litětiny – Vysoká u Holic (napojení na silnici I/35).
V Pardubicích tvoří nesouvislé úseky od křižovatky silnic I/2 a I/37 Teplého ulicí po křižovatku s ulicí Jana Palacha (napojení na silnici II/324), od křižovatky Kyjevské ulice s ulicí Průmyslová, kterou prochází až ke křižovatce s ulicí Dašická (touto ulicí a dále Průmyslovou ulicí vede silnice II/355) a posléze Staročernskou ulicí od křižovatky s Dašickou ulicí ven z města.
U Chvaletic prochází okolo elektrárny Chvaletice.

## Vodstvo na trase
V Týnci nad Labem vede přes Labe, ve vsi Zminný přes Zminku a na okraji Komárova přes Lodrantku. V Dašicích vede přes Loučnou a její přítoky Barevna a Kostěnický potok.